# Cantón de Lunas
El cantón de Lunas era una división administrativa francesa, que estaba situada en el departamento de Hérault y la región de Languedoc-Rosellón.

## Composición
El cantón estaba formado por doce comunas:
- Avène
- Brenas
- Ceilhes-et-Rocozels
- Dio-et-Valquières
- Joncels
- Lavalette
- Le Bousquet-d'Orb
- Lunas
- Mérifons
- Octon
- Romiguières
- Roqueredonde

## Supresión del cantón de Lunas
En aplicación del Decreto n.º 2014-258 de 26 de febrero de 2014, el cantón de Lunas fue suprimido el 22 de marzo de 2015 y sus 12 comunas pasaron a formar parte; nueve del nuevo cantón de Clermont-l'Hérault y tres del nuevo cantón de Lodève.